# SimpleXML
SimpleXML — клас в PHP 5 для роботи з XML-документами. SimpleXML представляє XML-документ як структуру даних.
Цей клас простий у використанні, оскільки він вирішує лише найзагальніші завдання роботи з XML, залишивши інші для інших розширень.

## Функції
- addAttribute()
- addChild()
- asXML()
- attributes()
- children()
- __construct()
- getDocNamespaces()
- getName()
- getNamespaces()
- registerXPathNamespace()
- xpath()
- simplexml_import_dom
- simplexml_load_file
- simplexml_load_string